# Vietnamské matematické šachy

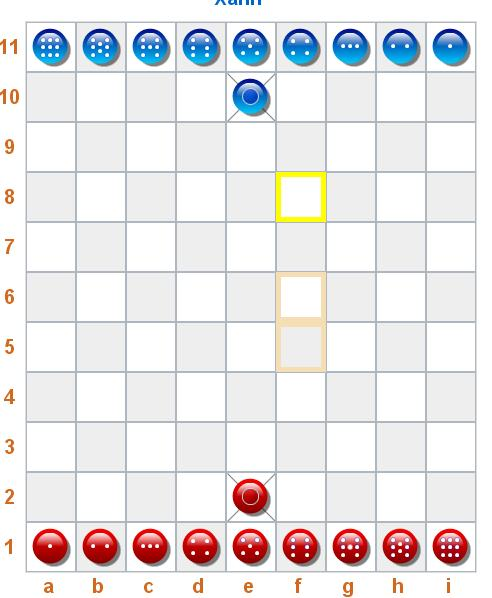
Herní plán

Vietnamské matematické šachy (vietnamsky: Cờ toán học Việt Nam) je desková hra pro dva hráče, kterou vymyslel Vietnamec Vũ Văn Bảy.[kdy?]
Součástí je herní plocha, která má 11 řad a 9 sloupců, a figurky. Každý hráč má 10 figurek, které jsou očíslovány počtem teček od 0 do 9 (mohou být očíslovány i arabskou číslicí). Hráči na začátku hry umístí své figurky vzestupně od čísla 1 na prvním a jedenáctém řádku, figurka 0 se umísťuje přesně na páté políčko druhého a desátého řádku.

## Pravidla

### Pohyb figurek
Figurka 0 se nemůže pohybovat. Ostatní se mohou pohybovat libovolně všemi směry, maximálně však o počet políček, který je na figurce vyznačen. Například figurka 1 se může pohybovat o 1 políčko, figurka 2 se může pohybovat o 1 nebo 2 políčka, atd.

### Braní figurek
Pokud má hráč dvě sousedící figurky těsně vedle sebe (po sloupcích, řadách, diagonálách), může použít jednu z operací (+,-,*,/) na této figurky, získaný výsledek uvádí pole, ze kterého může odstranit soupeřovu figurku (pokud se tam nachází).

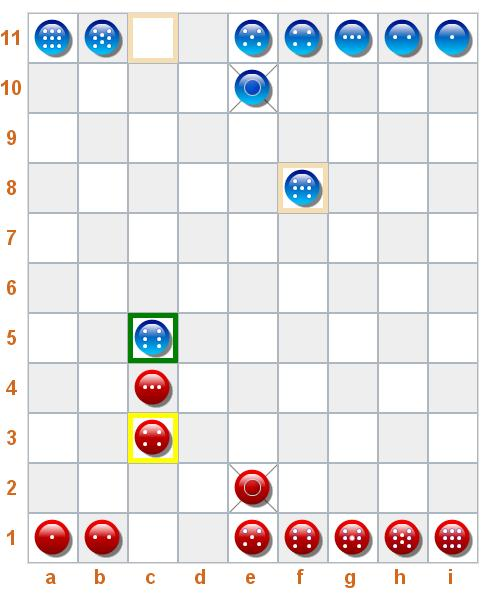
Červené figurky 4 a 3 mohou odebrat modrou figurku 6 díky operaci odečtení. Po odebrání červená figurka číslem 4 bude ve políčku 5-c.
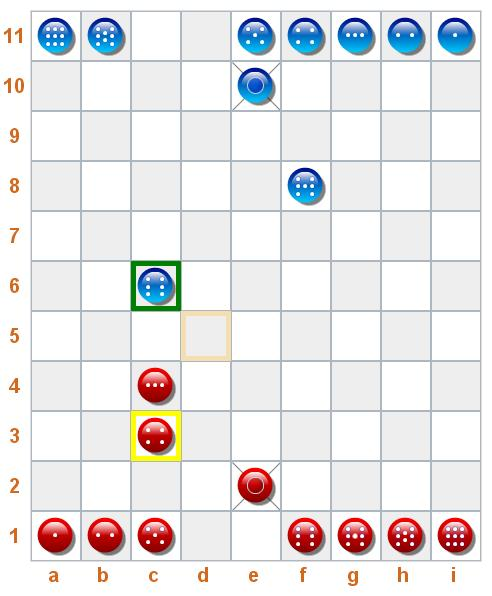
Červené figurky 4 a 3 mohou odebrat modrou figurku 6 díky operaci násobení (4*3=12>10, proto se počítává jen poslední číslice). Po odebrání červená figurka číslem 4 bude ve políčku 6-c.
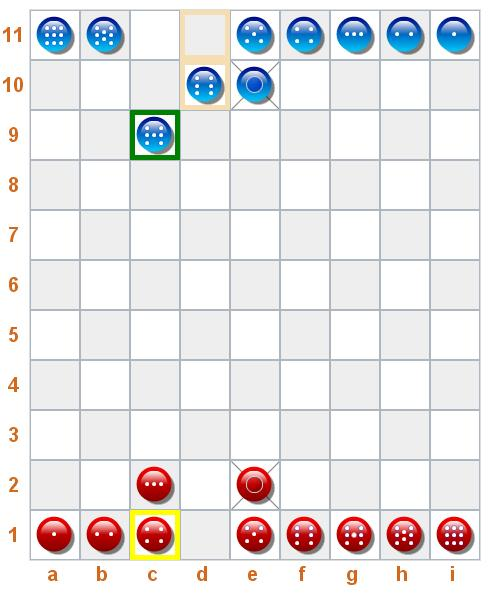
Červené figurky 4 a 3 mohou odebrat modrou figurku 6 díky operaci přičtení. Po odebrání červená figurka číslem 4 bude ve políčku 9-c.
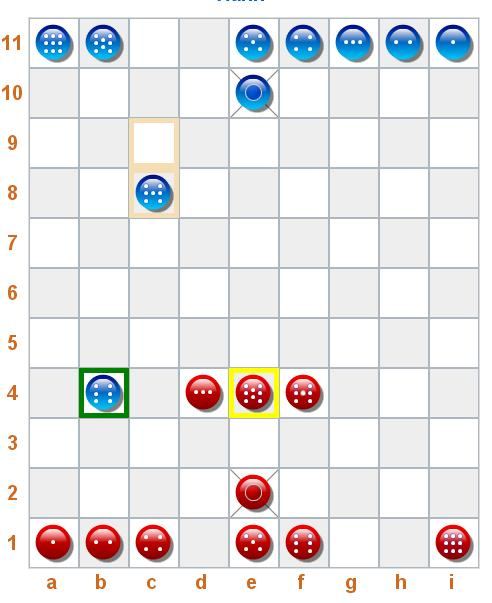
Červené figurky 8 a 3 mohou odebrat modrou figurku 6 díky operaci dělení (8:3=2 se zbytkem 2, počítává se jen zbytek). Po odebrání červená figurka číslem 8 bude ve políčku 4-b.
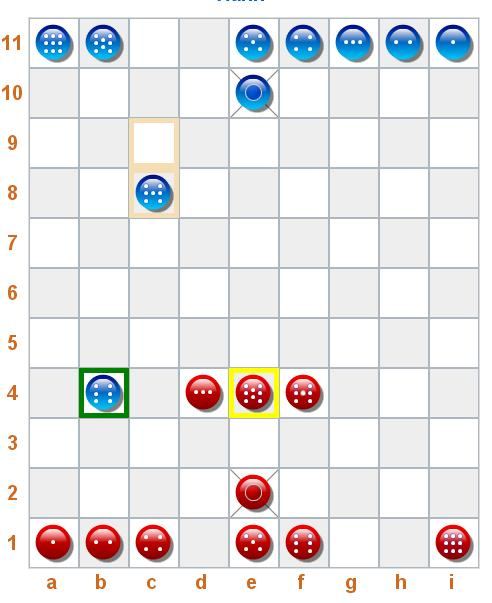
Červené figurky 8 a 3 mohou odebrat modrou figurku 6 díky operaci dělení (8:3=2 se zbytkem 2, počítává se jen zbytek). Po odebrání červená figurka číslem 8 bude ve políčku 4-b.